# Narodna uzdanica
Muslimansko kulturno-prosvjetno društvo Narodna Uzdanica je bilo kulturno-prosvjetno društvo muslimana u Bosni i Hercegovini.

## Povijest
Narodna uzdanica je osnovana 1923. godine u Sarajevu. Rad Društva zabranjen je 1949. godine. 
Njegova svrha je bila jasno naglašena: kulturno i gospodarsko podizanje muslimana, davanje materijalne pomoći omladini koja se obrazuje i stručno osposobljava, podizanje i održavanje smještaja za učenike i studente, širenje prosvjete u bošnjačkome narodu kroz opismenjavanje, održavanje popularnih predavanja, osnivanje knjižnica i čitaonica, izdavanje knjiga i listova itd. Društvo je zapaženo radilo u razdoblju 1941-1945. godine. Ideju za osnivanje Narodne uzdanice dao je 
Hamzalija Ajanović, poslanik Jugoslavenske muslimanske organizacija (JMO) iz Tešnja Tešnja, a njenu ideološku platformu označio je istaknuti javni i kulturni radnik, književnik Edhem Mulabdić. U ideološkome usmjerenju preovladavala su dva načela: islam i patriotizam. Budući da je ovo društvo osnovano kao protuteža Gajretu sa zadatkom da neutrališe njegovo političko djelovanje u bošnjačkome narodu (koje je smatrano prosrpskim), postavljalo se pitanje njegove prohrvatske orijentacije, prvenstveno zbog političke suradnje Jugoslavenske muslimanske organizacije s Hrvatskom republikanskom seljačkom strankom. Vrh Narodne uzdanice je takve tvrdnje kategorički zanijekao, a sam Mulabdić je izjavio: "Narodna uzdanica je samo jedno prosvjetno i humano društvo i ništa više... (ona) je narodna i ponikla je iz naroda".  Tijela Društva bila su Skupština, Upravni odbor, Nadzorni odbor, predsjednik, zamjenik predsjednika, tajnik, blagajnik, Časni sud. Mjesni su odbori slali godišnja izvješća Glavnom odboru u Sarajevo. Pri Društvu je djelovao Hrvatski akademski klub Musa Ćazim Čatić. Predsjedavajući u Narodnoj uzdanici bili su Sead-beg Kulović, Ismail Hadžiahmetović, potpredsjednik je bio Ismet Muftić, član Mjesnog odbora bio je Halid Muftić i drugi.

## Predsjednici
| #  | ime                             | u uredu | u uredu |
| -- | ------------------------------- | ------- | ------- |
| 1. | Asim-beg Dugalić(1888. – 1958.) | 1924.   | 1927.   |
| 2. | Fehim ef. Spaho (1877. – 1942.) | 1927.   | 1928.   |
| 3. | Asim Musakadić (1894. – 1979.)  | 1928.   | 1929.   |
| 4. | Edhem Mulabdić (1862. – 1954.)  | 1929.   | 1945.   |

## Vanjske povezice
- Narodna uzdanica: Kulturno društvo koje je opravdalo svoje ime  Arhivirana inačica izvorne stranice od 13. veljače 2020. (Wayback Machine)